# Timectomia

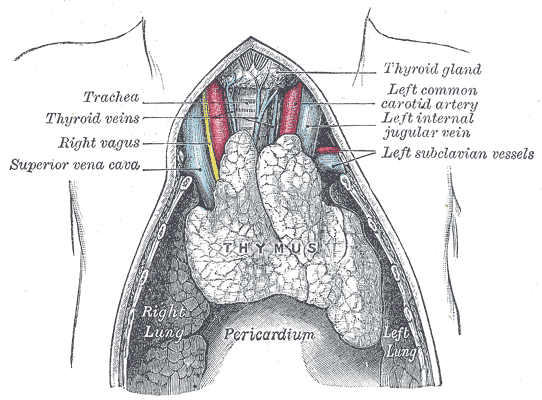
Localització del timus

Una timectomia és una operació quirúrgica per extirpar el tim. Generalment, suposa una remissió de la miastènia greu amb l'ajuda de medicació. Tot i així, aquesta remissió pot no ser permanent. Malgrat no existir assajos clínics que avalin la validesa de l'extirpació, la seva pràctica està acceptada de forma universal. És més eficaç en els pacients amb hiperplàsia tímica.
Les timectomies es realitzen principalment en adult, pel fet que després de l'adolescència perd la seva capacitat funcional. La pèrdua de la seva funció implica la disminució de la seva mida.
Va ser practicada amb èxit per primer cop el 1912 pel Dr. Sauerbruch, i el pacient va recuperar la força muscular poc temps després de l'extirpació.